# Новослободка (Запорожский район)
Новослободка (укр. Новослобідка) — село,
Долинский сельский совет,
Запорожский район,
Запорожская область,
Украина.
Код КОАТУУ — 2322183506. Население по переписи 2001 года составляло 548 человек.

## Географическое положение
Село Новослободка находится в 3-х км от правого берега русла реки Днепр — Старый Днепр,
примыкает к городу Запорожье.
Рядом проходят автомобильная дорога Н-23 и
железная дорога, станция Днепрострой-2.
К селу примыкают большие массивы дачных участков.

## История
- 1859 год — дата основания как немецкая колония Розенгартен.
- В 1920 году переименовано в село Новослободка.

## Объекты социальной сферы
- Дом культуры.

## Экология
- Село примыкает к заводам:
  - Запорожский завод цветных сплавов
  - Завод железобетонных конструкций ЗДСК
  - Запорожский машиностроительный завод им. Омельченко